# Damernas linjelopp i landsvägscykling vid olympiska sommarspelen 1996
Damernas linjelopp i landsvägscykling vid olympiska sommarspelen 1996 ägde rum den 21 juli 1996 i Atlanta.

## Medaljörer
| Event              | Guld                         | Silver               | Brons              |
| Damernas linjelopp | Jeannie Longo-Ciprelli (FRA) | Imelda Chiappa (ITA) | Clara Hughes (CAN) |

## Resultat
| Placering | Namn                         | Tid      |
| --------- | ---------------------------- | -------- |
|           | Jeannie Longo-Ciprelli (FRA) | 02:36:13 |
|           | Imelda Chiappa (ITA)         | 02:36:38 |
|           | Clara Hughes (CAN)           | 02:36:44 |
| 4.        | Vera Hohlfeld (GER)          | 02:37:06 |
| 5.        | Jolanta Polikevičiūtė (LTU)  | —        |
| 6.        | Zulfija Zabirova (RUS)       | —        |
| 7.        | Alessandra Cappellotto (ITA) | —        |
| 8.        | Barbara Heeb (SUI)           | —        |
| 9.        | Kathryn Watt (AUS)           | —        |
| 10.       | Susan Palmer (CAN)           | —        |
| 11.       | Marie Purvis (GBR)           | —        |
| 12.       | Rasa Polikevičiūtė (LTU)     | —        |
| 13.       | Yvonne Schnorf (SUI)         | —        |
| 14.       | Zinaida Stagurskaya (BLR)    | —        |
| 15.       | Diana Rast (SUI)             | —        |
| 16.       | Catherine Marsal (FRA)       | —        |
| 17.       | Anna Wilson (AUS)            | —        |
| 18.       | Ragnhild Kostøl (NOR)        | —        |
| 19.       | Sarah Phillips (GBR)         | —        |
| 20.       | Heidi Van de Vijver (BEL)    | —        |
| 21.       | Joane Somarriba (ESP)        | —        |
| 22.       | Tanja Klein (AUT)            | —        |
| 23.       | Ana Barros (POR)             | —        |
| 24.       | Lenka Ilavská (SVK)          | —        |
| 25.       | Susanne Ljungskog (SWE)      | —        |
| 26.       | Yvonne Brunen (NED)          | —        |
| 27.       | Eva Orvošová (SVK)           | —        |
| 28.       | Elsbeth Vink (NED)           | —        |
| 29.       | Jeanne Golay (USA)           | —        |
| 30.       | Natalya Kishchuk (UKR)       | —        |
| 31.       | Susannah Pryde (NZL)         | —        |
| 32.       | Roberta Bonanomi (ITA)       | —        |
| 33.       | Rebecca Bailey (NZL)         | —        |
| 34.       | Tea Vikstedt-Nyman (FIN)     | —        |
| 35.       | Erica Green (RSA)            | 02:37.21 |
| 36.       | Linda Brenneman (USA)        | 02:40.27 |
| 37.       | Alison Dunlap (USA)          | 02:41.21 |
| 38.       | Marion Clignet (FRA)         | 02:41.50 |
| 39.       | Tracey Watson (AUS)          | 02:42.35 |
| 40.       | Fatima Blazquez (ESP)        | 02:46.27 |
| 41.       | Guo Xinghong (CHN)           | 02:49.47 |
| 42.       | Jacqueline Martin (RSA)      | 02:53.12 |
| 43.       | Caroline Alexander (GBR)     | 02:53.47 |
| —         | Linda Jackson (CAN)          | DNF      |
| —         | Zhao Haijuan (CHN)           | DNF      |
| —         | Dania Pérez (CUB)            | DNF      |
| —         | Camille Solis (BIZ)          | DNF      |
| —         | Svetlana Samokhvalova (RUS)  | DNF      |
| —         | Ingunn Bollerud (NOR)        | DNF      |
| —         | Alla Vasilenko (KAZ)         | DNF      |
| —         | Diana Žiliūtė (LTU)          | DNF      |
| —         | Jacqueline Nelson (NZL)      | DNF      |
| —         | Maureen Kaila (ESA)          | DNF      |
| —         | Maritza Corredor (COL)       | DNF      |
| —         | Ingrid Haringa (NED)         | DNF      |
| —         | Kim Yong-Mi (KOR)            | DNF      |
| —         | Svetlana Bubnenkova (RUS)    | DNF      |
| —         | Izaskun Bengoa (ESP)         | DNF      |